# زنبق النهار الداروياني
زنبق النهار الداروياني (الاسم العلمي: Hemerocallis darrowiana) هو نوع من النباتات يتبع جنس زنبق النهار من فصيلة المصفورية.